# Carlos del Barrio Corral
Carlos del Barrio Corral (Santander, Cantàbria, 15 d'agost de 1968) és un copilot de ral·li càntabre, actualment retirat, que ha competit al Campionat Mundial de Ral·lis, el Campionat d'Europa de Ral·lis i al Campionat d'Espanya de Ral·lis amb diversos pilots com Jesús Puras, Dani Sordo, Dani Solà o Xevi Pons, entre d'altres.
Ha guanyat en tres ocasions el Campionat d'Espanya de Ral·lis d'Asfalt com a copilot de Chus Puras els anys 1997, 1998 i 2002, així com tres proves del Campionat Mundial de Ral·lis amb Dani Sordo.

## Trajectòria
Del Barrio s'inicia com a copilot l'any 1987 en proves del Campionat d'Espanya i del Campionat de Cantàbria amb pilots com Francisco González, José Luís García, Orlando de la Hoz, Capi Saiz, Jaime Azcona o David Guixeras. Es converteix en copilot de Jesús Puras l'any 1994, disputant aquell primer any la categoria Grup N del Campionat Mundial de Ral·lis amb un Ford Escort RS Cosworth.
La temporada 1997 guanya junt a Puras el seu primer Campionat d'Espanya de Ral·lis d'Asfalt a bord d'un Citroën ZX Kit Car, aconseguint 6 victòries. La temporada següent, revaliden el títol, aquest cop amb un Citroën Xsara Kit Car, imposant-se en 7 de les proves.
La temporada 1999 es converteix en el copilot de Salvador Cañellas júnior pel Campionat d'Espanya de Ral·lis de Terra amb un Seat Córdoba WRC, així com algun ral·li puntual del Mundial. A la següent temporada continuaria amb Cañellas, si bé també realitzaria diverses proves amb Javier Diego.
L'any 2001 seria copilot de Ricardo Avero finalitzant sisè del Campionat d'Espanya, abans de tornar amb Puras l'any 2002. El retorn amb Puras significaria tornar a guanyar el Campionat d'Espanya amb un Citroën Xsara WRC, assolint 8 victòries.
Per la temporada 2003 fa de copilot principalment de Sergio López-Fombona, si bé també ho fa puntualment per altres pilots com Xevi Pons. L'any 2004 es converteix en el copilot d'un jove Dani Sordo, finalitzant cinquens del Nacional amb el Citroën C2.
Per la temporada 2005 es converteix en el copilot de Xevi Pons al Campionat Mundial de Ral·lis amb l'equip OMV i un Citroën Xsara WRC semioficial, aconseguint un quart lloc al Ral·li de Catalunya com a millor resultat. La temporada 2006, amb l'equip semioficial Kronos Racing, finalitzarien en setena posició del Mundial, finalitzant quart en diversos ral·lis com el Ral·li de Turquia o el Ral·li de Sardenya.
A partir de 2005 no corre amb cap pilot en concret, disputant ral·lis puntualment amb diversos pilots com Jesús Puras, Dani Solà, Mazen Tantash o Daniel Oliveira, entre molts d'altres.
L'any 2011 es converteix exclusivament en copilot de Dani Sordo pel Campionat Mundial de Ral·lis amb un Mini Cooper WRC, acabant en vuitena posició el Mundial i un segon lloc al Ral·li d'Alsàcia. La 2012 finalitzarien en dotzena posició final, aconseguint guanyar el prestigiòs Tour de Còrsega, que aquell any formava part del Intercontinental Rally Challenge.
L'any 2013, encara amb Sordo, es converteixen el tripulació del equip oficial Citröen World Rally Team amb un Citroën DS3 WRC amb el que guanyen el Ral·li d'Alemanya i finalitzen el Mundial en cinquena posició.
Entre 2014 i 2017, Del Barrio es converteix en el copilot de Surhayen Pernía al Campionat d'Espanya, retornant amb Sordo al 2018 al equip Hyundai del Campionat Mundial. EN aquesta segona etapa amb Sordo, guanyen el Ral·li de Sardenya del 2019 i el 2020 com a millors resultats dins del Mundial, guanyant altres proves puntuals fora d'aquest com el Monza Rally Show i el Ral·li de Sierras de Fafe de 2019 o el Ral·li de Roma Capitale de 2020.
A partir de 2021 es converteix en el copilot del pilot paraguaià Fabrizio Zaldívar, competint fins al maig del 2023, quan anuncià la seva retirada de la competició, deixant enrere la participació aproximada a unes 388 proves, aconseguint la victòria en 58 d'aquestes.